# La Ferté-Hauterive
 La Ferté-Hauterive  es una población y comuna francesa, situada en la región de Auvernia, departamento de Allier, en el distrito de Moulins y cantón de Neuilly-le-Réal.

## Demografía
| 434 | 415 | 338 | 355 | 273 | 285 |
| Para los censos de 1962 a 1999 la población legal corresponde a la población sin duplicidades (Fuente: INSEE [Consultar]) |     |     |     |     |     |